# ゾフィア・ヘートヴィヒ・フォン・ブラウンシュヴァイク＝ヴォルフェンビュッテル
ゾフィア・ヘートヴィヒ・フォン・ブラウンシュヴァイク＝ヴォルフェンビュッテル（Sophia Hedwig von Braunschweig-Wolfenbüttel, 1561年12月1日 - 1631年1月30日）は、ポメラニア＝ヴォルガスト公エルンスト・ルートヴィヒの妃。

## 生涯
ゾフィア・ヘートヴィヒは、ブラウンシュヴァイク＝ヴォルフェンビュッテル公ユリウス（1528年 - 1589年）と、ブランデンブルク選帝侯ヨアヒム2世の娘ヘートヴィヒ（1540年 - 1602年）の長子として生まれた。両親はゾフィア・ヘートヴィヒに幅広く徹底した教育を施し、幼い頃より結婚のための交渉を始めた。
1577年10月20日、16歳の時にヴォルガストでポメラニア＝ヴォルガスト公エルンスト・ルートヴィヒ（1545年 - 1592年）と結婚した。父ユリウスはルター派の神学者をヴォルガストの宮廷に送り、宮廷を動かして和協信条をルター派の正式な信条とするよう努めた。しかし宮廷はこれを受け入れなかった。エルンスト・ルートヴィヒはヴォルガスト城の改築を命じ、中世の北東棟を新しい居住棟に建て替えた。母ヘートヴィヒと同じように、ゾフィア・ヘートヴィヒは活発な人物であったと評されている。貧しい人々や困窮している人々の世話をし、ペストの流行にもひるむことはなかった。
夫エルンスト・ルートヴィヒは15年間の結婚生活の後、1592年に亡くなった。ゾフィア・ヘートヴィヒの寡婦財産であるローイッツの城と領地に加えて、エルンスト・ルートヴィヒはすでに1586年にゾフィア・ヘートヴィヒに与えていたグライフスヴァルト近くのルートヴィヒスブルクの邸宅と、ペーネストロムにあるヤミツォフの邸宅を残した。ゾフィア・ヘートヴィヒはすぐにヤミツォフの邸宅をローイッツの向かいにあるツェルペンジンの領地と交換し、1594年にツェルペンジンという名前をゾフィーエンホフ（「ゾフィーの宮廷」）に変更した。子供たちはゾフィア・ヘートヴィヒと一緒にローイッツの寡婦領に移った。ゾフィア・ヘートヴィヒは夫の死を記念して賛美歌を書き、これはアンブロシウス・ロブヴァッサーによって出版された。1597年から1601年の間、ゾフィア・ヘートヴィヒは後見人で摂政のボギスラフ13世により統治に参加することとなった息子に同行した。
ゾフィア・ヘートヴィヒは夫の存命中、ローイッツの城をルネサンス様式の城として再建していた。夫の死後、ゾフィア・ヘートヴィヒはそれをさらに飾り立てた。また、ローイッツの聖マリア教会も改築し、拡張した。その後に教会は取り壊され、その遺構は残されていない。しかし、ゾフィア・ヘートヴィヒが教会に対し寄進したものの一部は今も残されており、その中には公爵の席、ゾフィア・ヘートヴィヒと夫の肖像画、先祖の数多くの紋章などが含まれる。
夫エルンスト・ルートヴィヒはまた、ローイッシン近郊のデアジンの邸宅をゾフィア・ヘートヴィヒに与え、ゾフィア・ヘートヴィヒはそこに夫の名前にちなんでルートヴィヒスブルク城と名付けられた城を建てた。ローイッツとルートヴィヒスブルクはゾフィア・ヘートヴィヒが亡くなるまでその居城とされた。
1593年にゾフィア・ヘートヴィヒの宮廷について調査が行われた際には、行政官（Amtshauptmann）、会計係、監査役、執事（Hofmeister）、家庭教師、女官、数人の侍女、厨房スタッフ、地下室スタッフ、厩務員などがいたことが分かっている。
ゾフィア・ヘートヴィヒは、経済プロセスに関心を持っていたが、浪費的で横暴であったとも言われている。ゾフィア・ヘートヴィヒはポメラニアで最も影響力のある公妃の一人とみなされている。息子フィリップ・ユリウスは、ゾフィア・ヘートヴィヒの死から6年後、三十年戦争の混乱の中で亡くなった。戦争により、ゾフィア・ヘートヴィヒの葬儀はほぼ2年遅れて行われ、ヴォルガストの聖ペテロ教会の公家霊廟に埋葬された。その墓は数年前に修復され、息子、夫、義理の両親の墓も修復された。

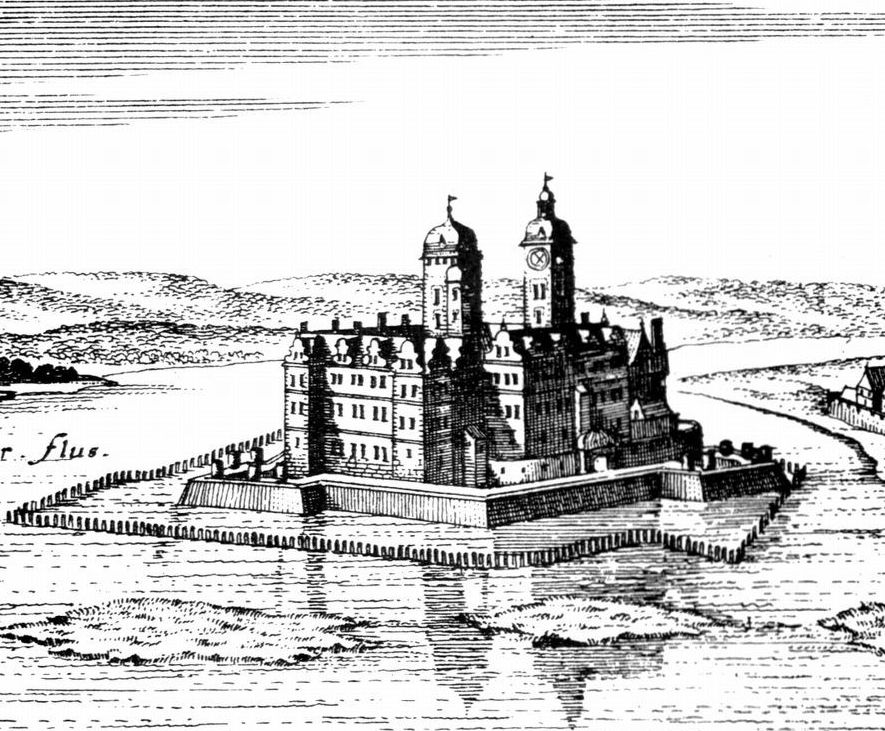
ヴォルガスト城
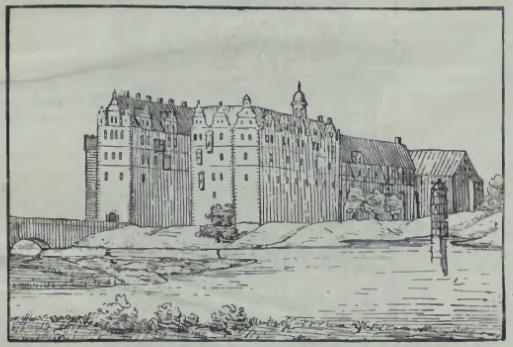
ローイッツ城
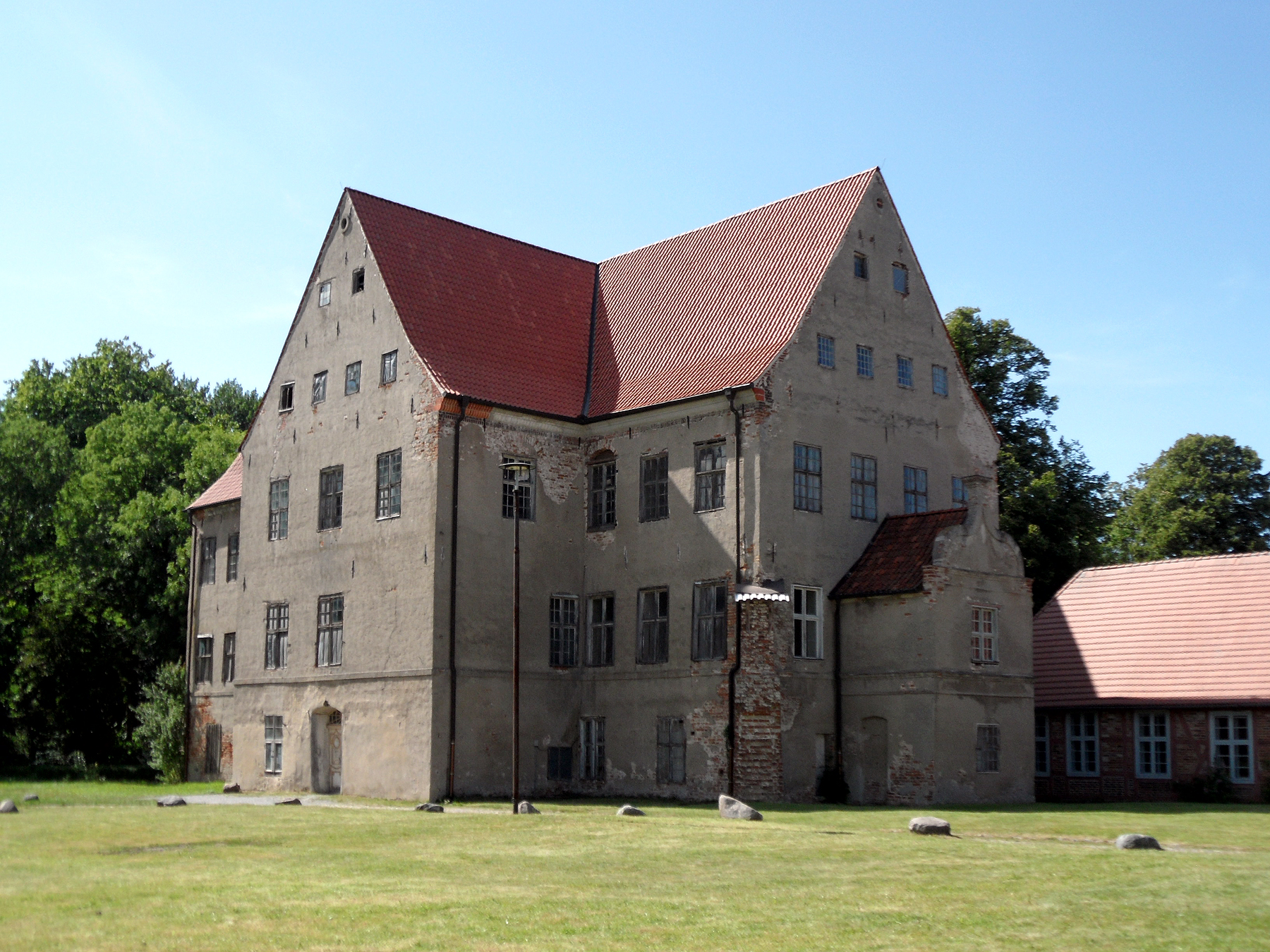
ルートヴィヒスブルク城

## 子女
夫エルンスト・ルートヴィヒとの間に3子が生まれた。
- マリア・ヘートヴィヒ（1579年 - 1606年） - シュレースヴィヒ＝ホルシュタイン＝ゾンダーブルク＝ノルブルク公ヨハン・アドルフと婚約したが[9]、結婚前に死去した。
- エリーザベト・マグダレーナ（1580年 - 1649年） - 1600年にクールラント・ゼムガレン公フリードリヒ・ケトラーと結婚
- フィリップ・ユリウス（1584年 - 1625年） - ポメラニア＝ヴォルガスト公